# Rex Aubrey
Rex Aubrey (* 4. Februar 1935 in Parkes, New South Wales; † 20. April 2021) war ein australischer Schwimmer.

## Biografie
Noch während seiner High-School-Zeit stellte Rex Aubrey einen australischen Rekord auf und nahm an den Olympischen Sommerspielen 1952 in Helsinki teil. Im Wettkampf über 100 Meter Freistil erreichte er das Finale und wurde Sechster. Im 4 × 200-m-Freistil-Staffelwettkampf wurde Aubrey mit der australischen Staffel Neunter. Ab Herbst 1952 besuchte er die Williston Northampton School in den Vereinigten Staaten. Später studierte er an der Yale University und wurde mehrfacher NCAA-Meister über verschiedenen Distanzen im Freistilschwimmen. Im Alter von 21 Jahren war Aubrey mit einer Zeit von 49 Sekunden bereits Weltrekordhalter über 100 Yards Freistil. Nach seinem Abschluss in Yale war Aubrey bei mehreren Sportvereinen tätig und zog später mit seiner Frau nach Michigan.